# Timo Hantunen
Timo Hantunen, né le 5 décembre 1949, est un copilote finlandais de rallye. 

## Biographie
Il a débuté la compétition internationale en 1974, à 24 ans, lors de son rallye national (sur Opel Kadett).
Il a ensuite navigué entre autres avec Juha Kankkunen à ses débuts (1979 et 1982), Tommi Mäkinen deux ans après ses débuts (1989 et 2001), et Sebastian Lindholm (1990, 1992 à 1998, 2001 à 2003 et 2012).
Il est le recordman du nombre de participations (départs) lors d'une épreuve unique du Championnat du monde des rallyes: 33 étalées sur 38 années, entre 1974 et 2012 (encore 14e de l'épreuve cette dernière fois à près de 63 ans avec S. Lindholm, 51 ans de son côté) dans ce qui fut le Rallye des 1000 lacs jusqu'en 1996, ainsi que recordman du nombre de classements effectifs pour un même rallye du WRC (21).

## Palmarès

### Titres
- Championnat de Finlande des rallyes du Grand Groupe A:
  - avec Antero Laine (pilote possédant la moyenne d'abandons la plus élevée en WRC : 17 sur 22 départs[1]) : 1981 Ford Escort RS 2000;
  - avec S. Lindholm : 1990 Lancia Delta Integrale 16v, 1993 et 1995 (Ford Escort RS Cosworth), 2002 et 2003 (Peugeot 206 WRC).

(nb: 22 années se sont écoulées entre son premier et son dernier titre)

### Meilleurs classements au rallye de Finlande
- 4e en 1997 avec S. Lindholm sur Ford Escort WRC;
- 6e en 1993 avec S. Lindholm sur Ford Escort RS Cosworth.

(nb: il fut également 6e du rallye d'Australie en 2001 avec T. Mäkinen sur Mitsubishi Lancer WRC, et 9e du rallye de Suède en 2002 avec S. Lindholm sur Peugeot 206 WRC)

### 5 victoires enChampionnat d'Europe
- Rallye Arctique 1989 (pilote T. Mäkinen);
- Rallye Hanki 1992, 1993 et 1994 (pilote S. Lindholm);
- Rallye Arctique 1995 (pilote S. Lindholm).

(nb: il obtint un total de 8 podiums au rallye Arctique, et de quatre au rallye Hanki jusqu'à sa dernière édition en 1994)

### Autres victoires notables en championnat de Finlande (ici après 2000)
- Rallye Exide 2001, 2002 et 2003;
- Rallye Uusikaupunki 2001 et 2003;
- Rallye Valvoline 2001 et 2002;
- Rallye Waltikka 2002;
- Rallye Uusikaupunki 2002;
- Rallye Tampere (Pirelli) 2005.

(nb: toutes acquises avec K. Lindholm, sauf en 2005 avec K. Sohlberg)